# Catherine Keller
Catherine Keller (née en 1953) est une théologienne chrétienne contemporaine et professeure de théologie constructive à la Division des hautes études religieuses de l'Université Drew . En tant que théologienne constructive, le travail de Keller est axé sur la justice sociale et écologique, la théorie poststructuraliste et les lectures féministes des Écritures et de la théologie. Son travail introduit la pensée relationnelle dans la théologie, en se concentrant sur la nature relationnelle du concept du divin et les formes d'interdépendance écologique dans le cadre de la théologie relationnelle. Son travail en théologie du process s'appuie sur l'ontologie relationnelle d'Alfred North Whitehead, la mettant en œuvre dans un cadre postmoderne et déconstructif .

## Éducation
Keller obtient un doctorat en philosophie de la religion et de la théologie de Claremont Graduate School en 1984, un M.Div. d' Eden Theological Seminary en 1977, et un baccalauréat ès arts (BA) équivalent en théologie de l'Université de Heidelberg en 1974 .

## Universitaire
Le travail de Keller met l'accent sur une approche interdisciplinaire, tirant parti de sous-domaines tels que la pensée féministe, la pensée environnementale et la philosophie continentale. Elle a joué un rôle de premier plan dans l'établissement de liens interdisciplinaires dans et hors du domaine de la théologie. Depuis 2001, elle a joué un rôle central dans la direction et le développement du Colloque théologique transdisciplinaire de l'Université Drew . Les colloques visent à «favoriser un nouveau style de discours théologique à la fois autodéconstructif dans son pluralisme et constructif dans ses affirmations». De récents colloques ont mis la théologie en conversation avec des mouvements tels que la théorie queer et les études animales, ont offert de nouvelles perspectives sur les débats sur la religion et la science, et ont exploré des sujets tels que la théologie politique. Parmi les érudits hors du domaine de la théologie qui ont participé aux colloques ces dernières années, on peut citer: William E. Connolly, Karen Barad, Gayatri Chakravorty Spivak, Daniel Boyarin et Amy Hollywood.
Avec John D. Caputo, Roland Faber (en) et d'autres, Keller assure un leadership dans le domaine de la théopoétique .

## Travaux

### Livres
- À partir d'une toile brisée: séparation, sexisme et soi . Boston: Beacon Press, 1986. Der Ich-Wahn: Abkehr von einem.
- Apocalypse Now and Then: A Feminist Guide to the End of the World . Boston: Beacon Press, 1996.
- Face of the Deep: A Theology of Becoming . Londres: Routledge, 2003.
- Dieu et pouvoir: voyages contre-apocalyptiques . Minneapolis: Forteresse, 2005.
- Sur le mystère: discerner Dieu en cours . Minneapolis: Forteresse, 2008.
- Nuage de l'impossible: théologie négative et enchevêtrement planétaire . New York: Columbia University Press, 2015.
- Théologie politique de la Terre: notre urgence planétaire et la lutte pour un nouveau public . New York: Columbia University Press, 2018.

### Éditrice
- Processus et différence: entre les postmodernismes cosmologiques et poststructuralistes (avec Anne Daniell), NY: SUNY, 2002.
- Postcolonial Theologies: Divinity and Empire (avec Mayra Rivera et Michael Nausner), St. Louis: Chalice, 2004.
- Vers une théologie de l'éros: transfigurer la passion aux limites de la discipline (avec Virginia Burrus), New York: Fordham Press, 2006.
- L'Empire américain et le Commonwealth de Dieu: une déclaration politique, économique et religieuse (avec David R. Griffin, John B.Cobb, Jr ,. Richard A. Falk), Louisville: Westminster John Knox Press, 2006.
- Ecospirit: Theologies and Philosophies of the Earth (avec Laurel Kearns), New York: Fordham Press, 2007.
- Polydoxy: Theology of Multiplicity and Relation (avec Laurel Schneider), New York: Routledge, Taylor & Francis Group (2011).
- Entangled Worlds: Religion, Science, and New Materialisms (avec Mary-Jane Rubenstein), New York: Fordham University Press, 2017.